# Mont Abu
Mont Abu és una famosa muntanya al Rajasthan, a l'antic estat i avui districte de Sirohi, de 22 km de llarg i 9 d'ample.
El punt més alt és el Guru Shikhar, a 1722 metres. Altres pics són el Ramkund, l'Amada Devi, i el Bemali. Inclou també el llac idíl·lic de Nakki. Hi ha dos temples jainistes de gran bellesa i altres d'hindús, el de Vimalasah i el de Vastupala.
El Mount Abu Wildlife Sanctuary fou establert el 1960 i té 290 km².

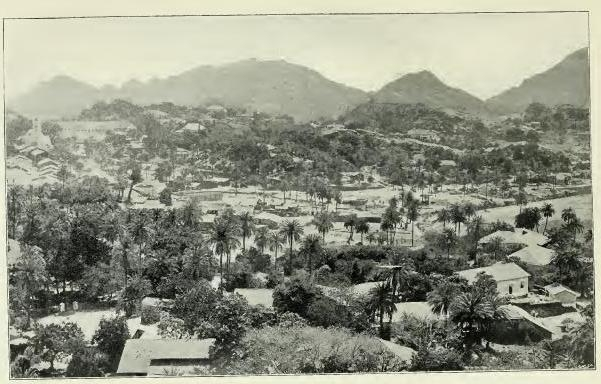
Vista sobre el Mont Abu, capital de l'Agència Rajputana de l'estat natal indi de Sirohi (1898)